# Blå is
Blå is är en beteckning på den restprodukt som kan läcka ut från sanitetsutrustningen på flygplan. Det är en vanlig myt att denna reguljärt dumpas under flygning, men detta är varken tillåtet eller möjligt att göra från förarkabinen.